# Улица Мунга
Улица Му́нга (эст. Munga tänav — Монашеская улица) — короткая (79 метров) улица в историческом районе Старый город Таллина, соединяет улицы Вене и Мюйривахе.

## История
Название улицы может быть связано с располагавшимся поблизости мужским доминиканским монастырём (на месте домов 12—18 по улице Вене), в переводе с эстонского Munk — монах.
В начале XIX века упоминаются такие названия улицы, как нем. Mönchstraße, Mönchenhofstraße, Kleine Mönchenstraße, Speicherstraße.  В конце XIX — начале XX века улица носила названия Мюнкенгофская (нем. Münkenhofstraße) и Мюнкенская (нем. Münkenstraße).
С 1950 по 1987 год улица считалась продолжением улицы Мюйривахе и называлась Мюйривахе-пыйк (проход Мюйривахе).

## Достопримечательности
Башня Мункадетагуне (башня «за монахами») у пересечения с улицей Мюйривахе.